# جون ليبسكي
جون ليبسكي (بالإنجليزية: John Lipsky)‏ هو مصرفي واقتصادي أمريكي، ولد في 15 مايو 1947 في سيدار رابيدز في الولايات المتحدة.